# Макарова, Алла Юльевна
А́лла Ю́льевна Мака́рова (в девичестве — Кре́чман; 1894—1986) — русская советская писательница и переводчица
.

## Биография
Окончила Бестужевские курсы и Петроградский университет. После Октябрьской революции эмигрировала в США, где изучала искусствоведение в Колумбийском университете и работала референтом по русской естественнонаучной литературе в Музее естественной истории Нью-Йорка.
В 1921 году вышла замуж за учёного-экономиста Николая Макарова, командированного в Америку для изучения сельского хозяйства. В 1923 году молодая семья вернулась в Советский Союз.
В 1930 году Николай Макаров был осуждён по делу Трудовой крестьянской партии. С 1935 по 1940 год семья проживала в посёлке Викторополь Вейделевского района, где Николай работал агрономом местного зерносовхоза.
В этот период Аллой Макаровой был осуществлён перевод романа Майн Рида «Всадник без головы», который до настоящего времени считается каноническим. Роман в переводе Макаровой был выпущен в 1940 году издательством «Детгиз».
Особый интерес Макаровой был связан с канадским писателем Серая Сова. В 1939 году в её переводе вышла повесть Серой Совы «Саджо и её бобры», напечатанная в журнале «Пионер». Отдельной книгой она была издана в 1940 году и неоднократно переиздавалась в дальнейшем. В 1974 году в переводе Макаровой и с её предисловием была опубликована и вторая книга Серой Совы, «Рассказы опустевшей хижины», до этого печатавшаяся в журнале «Наука и жизнь» (1966, № 10; 1967, № 8; 1968, № 2).
Макаровой была написана научно-популярная книга для детей «Путешествие в страну майя» (1980) об экспедиции Джозефа Стефенса и Фредерика Казервуда (1839), которая, как считается, заложила основу открытия древней цивилизации майя.

## Семья
- Макаров, Николай Павлович (1886—1980) — советский экономист[1].